# کامپتن (کالیفرنیا)
کامپتن (به انگلیسی: Compton) شهری در شهرستان لس‌آنجلس، کالیفرنیا ایالت کالیفرنیا است که در سرشماری سال ۲۰۱۰ میلادی، ۹۶۴۵۵ نفر جمعیت داشته‌است.